# Wilhelm Knochenhauer
Wilhelm Knochenhauer, nemški general, * 16. januar 1878, † 28. junij 1939.